# Черешинська Наталія Миколаївна
Ната́лія Микола́ївна Череши́нська (нар. 11 лютого 1960, м. Горлівка Донецької області) — українська журналістка, головний редактор журналу «Аграрний тиждень. Україна». Заслужений журналіст України (2008).

## Життєпис
Народилася в Горлівці на Донеччині. Закінчила факультет журналістики Київського державного університету імені Тараса Шевченка (1984) за спеціальністю журналістика.
Трудову діяльність розпочала 1977 року старшою піонервожатою Горлівської школи-інтернату № 1. Після здобуття вищої освіти з 1984 році — молодший редактор Головної редакції програм на Київ та Київську область Державного комітету УРСР з телебачення і радіомовлення. Чотири роки (1988—1992) працювала редактором, автором і ведучою інформаційних і тематичних телепрограм «На землі Київській», «За київським часом», «Є на Київщині село». Згодом створила авторський телевізійний проєкт «Подруга», була ведучою телемостів тематичної програми «Київська панорама». З 1992 по 1995 рік — ведуча програм Державної телерадіомовної компанії України, відділів інформації та «Соціальний барометр» редакції «Право» творчого об'єднання «Громада» Національної телекомпанії України (НТКУ). З 1995 року започаткувала авторський проєкт — щоденну інформаційну програму «Агромагазин» (ведуча, завідувач відділу). У 1997—1999 роках — керівник групи редакції економіки, спеціальний кореспондент редакції «Регіон» НТКУ. У творчому доробку також — недільна ранкова програма «Хто рано встає».
З 1999-го — радник Міністра з питань зв'язків із засобами масової інформації — керівник прес-служби Міністерства агропромислового комплексу України (АПК). Згодом у Міністерстві аграрної політики України — заступник начальника Управління патронатної служби Міністра (2000—2005). Водночас творчо працювала на телеканалі Ютар як ведуча публіцистичної програми «Гаряча лінія», публікувалася в газеті «Урядовий кур'єр», аграрних журналах «Пропозиція», «Овочівництво», «Ефективне птахівництво та тваринництво».
У 2005—2006 роках — заступник голови ради директорів Асоціації «Союз птахівників України» і позаштатний радник віцепрем'єр-міністра України з питань АПК. З 2006 року — заступник начальника Управління патронатної служби Міністра, начальник відділу з питань взаємодії із засобами масової інформації та зв'язків з громадськістю Мінагрополітики України. З листопада 2006 року реалізувала авторську ідею створення всеукраїнської ділової газети «Аграрний тиждень. Україна» (керівник проєкту), з 2012 року — однойменний журнал. З 2011 року — головний редактор у ТОВ «АВД-Агро», яке видає цей журнал. 
Проживає в Києві.

## Творчі здобутки
Авторські телепрограми «Подруга», «Агромагазин», остання програма в середині 1990-х років двічі була дипломантом Міжнародного фестивалю сільських програм у Польщі.
Автор статей у періодиці.

## Громадська діяльність
Член Національної спілки журналістів України. Член правлінь Всеукраїнського благодійного фонду «Журналістська ініціатива» та Всеукраїнського автомобільного клубу журналістів. Від початку 2000-х років брала активну участь в організації та проведенні доброчинних акцій преси, зокрема міжнародних журналістських автопробігів «Дорога до Криму: проблеми та перспективи» (до 2008), «Пам'ять батьківського подвигу — в серцях наших» (2010), міжнародних авторалі журналістів «Київська осінь», всеукраїнських семінарів для журналістів «Культура мови — культура нації» (у рамках конференції «Мова. Суспільство. Журналістика») та інших заходів, що проводилися, зокрема, спільно з Держкомтелерадіо України, Інститутом журналістики Київського національного університету імені Тараса Шевченка, ВАКЖ.
На громадських засадах була помічником народного депутата України Івана Кириленка (2002—2003), членом журі Загальнонаціонального конкурсу публікацій у ЗМІ на тему реформування земельних відносин в Україні «Моя Земля». Член журі творчого конкурсу НСЖУ «Інформаційна передова-2022» в номінації «Журналісти-волонтери».
Делегат XIV звітно-виборної конференції Київської організації НСЖУ (29.03.2017).

## Нагороди, відзнаки
- Почесне звання Заслужений журналіст України (2008).
- Почесна грамота Кабінету Міністрів України (2003) — за активну участь у висвітленні ходу аграрної реформи.
- Грамота Верховної Ради України (2019)
- Трудова заохочувальна відзнака Мінагрополітики України «Знак пошани» (2007).
- Диплом переможця у творчому конкурсі ВБФ «Журналістська ініціатива».